# فرنان إفيتون
فرنان إفيتون هو جندي فرنسي مناهض للاستعمار كان يعمل في الجيش الفرنسي في الجزائر وكان متعاطفا مع الثوار الجزائريين في نظالهم ضد المستعمر، وقد أعدم في 11 فيفري 1957 بعد انشقاقه وانضمامه لجيش التحرير الوطني الجزائري.

## نشاته
ولد في 11 جوان 1926 في سالومبي المدنية حاليا في الجزائر العاصمة لأبوين معمرين فرنسي وأمه إسبانية دخل الجيش الفرنسي كملازم لكنه سرعان ما تفاجا بالوحشية الفرنسية ضد الجزائريين وهذا ما جعله ينشق وينضم للحزب الشيوعي الجزائري المناهض للاستعمار ثم إلى جيش التحرير

## عملياته
شارك في معركة الجزائر وقام بزرع عدة قنابل ادت لمقتل الكثير من الفرنسيين وألقي عليه القبض في 14 نوفمبر 1956 بعد زرعه قنبلة لم تنفجر ثم سجن في سجن بربروس وحكم عليه بالإعدام ونفذ الحكم في 11 فيفري 1957 وقد أدانت جبهة التحرير والدول الشيوعية إعدامه ووصفته بالمقيت

## تخليده
دفن بالعاصمة الجزائر وقامت الجزائر بتخليده بتسمية شارع باسمه وعدة مؤسسات نظير أعماله.